# 安德魯·艾伯特
安德魯·柯爾·艾伯特（英語：Andrew Cole Abbott，1999年6月1日—），為美國職棒大聯盟的投手，目前效力於辛辛那提紅人。

## 職業生涯
2017年美國職棒大聯盟選秀，洋基在第36輪選進艾伯特。但他選擇就讀維吉尼亞大學，並在那攻讀生物學。
2021年選秀，紅人在第二輪選進艾伯特。2023年，他在3A繳出3勝0敗，防禦率3.05的成績。後來他在6月5日登上大聯盟，先發主投6局無失分。6月16日，他成為1893年以來首位能連續先發三場都投滿5局無失分的新人投手。整季他拿下8勝6敗，防禦率3.87。
2024年，艾伯特拿下10勝10敗，防禦率3.72。他在8月20日左肩受傷，導致球季報銷。
2025年，他因為肩膀傷勢錯過開季。6月10日，他投出生涯第一次的完投完封勝。他在上半季拿下7勝1敗，防禦率僅2.15，因此成功遞補入選明星賽。

## 個人生活
艾伯特有兩個姐姐，他大學就讀生物學。

## 外部連結
- 球員資訊和成績在MLB，ESPN，Baseball Reference，Baseball Reference (Minors) ，Fangraphs（英文）